# Pholcus caspius
Pholcus caspius là một loài nhện trong họ Pholcidae. Loài này được phát hiện ở Iran.